# 쉬저우구

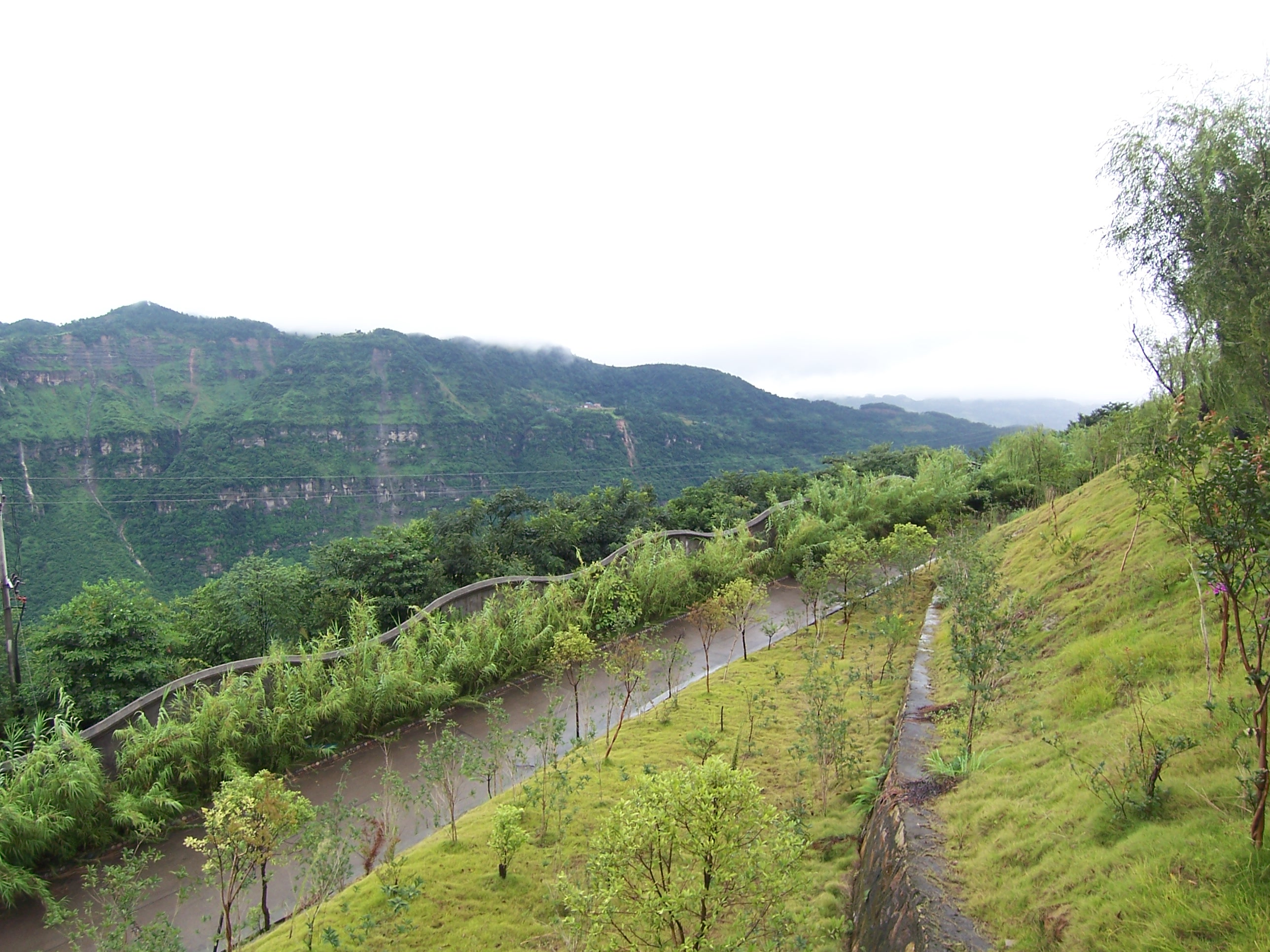

쉬저우구(한국어: 서주구, 중국어: 叙州区, 병음: Xùzhōu Qū)는 중화인민공화국 쓰촨성 이빈 시의 현급 행정구역이다. 넓이는 3034km2이고, 인구는 2007년 기준으로 1,000,000명이다.

## 기후
연평균 기온은 17.8°C이고 연평균 강수량은 1023mm이다. 연일조시간은 1069.9시간이다.

## 행정 구역
2개 가도, 16개 진, 6개 향을 관할한다.
- 가도: 南岸街道, 赵场街道.
- 진: 柏溪镇, 喜捷镇, 观音镇, 横江镇, 柳嘉镇, 泥溪镇, 蕨溪镇, 商州镇, 高场镇, 安边镇, 双龙镇, 李场镇, 合什镇, 古罗镇, 复龙镇, 南广镇.
- 향: 古柏乡, 隆兴乡, 泥南乡, 龙池乡, 普安乡, 凤仪乡.